# Wayne F. Miller

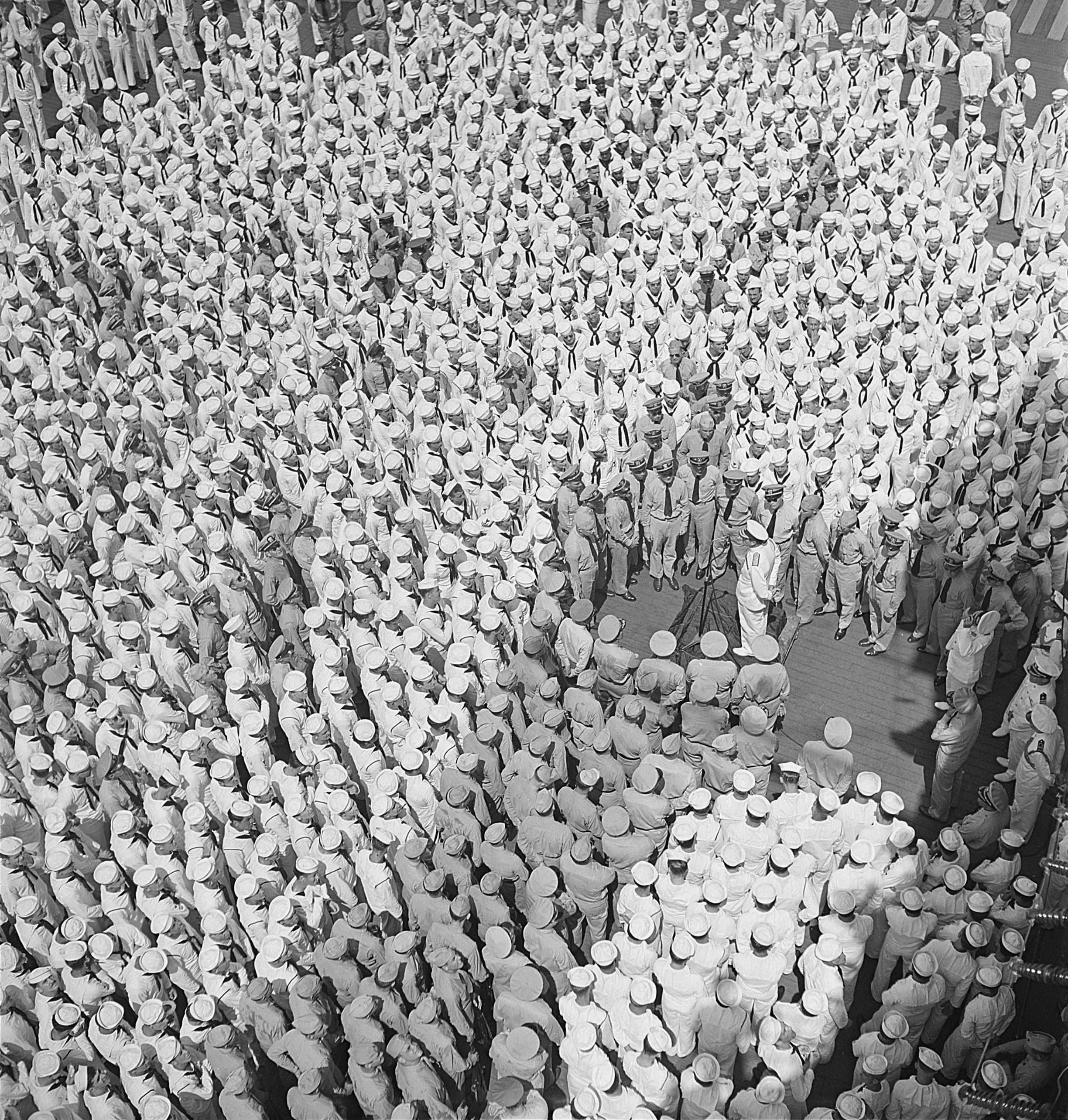
Wayne F. Miller: Adm. Lord Louis Mountbatten, RN, es dirigeix a la plantilla a bord del USS Saratoga (CV-3) a Trincomalee, Ceilan

Wayne F. Miller (19 de setembre del 1918 – 22 de maig del 2013) fou un fotògraf estatunidenc conegut per la seva sèrie de fotografies The Way of Life of the Northern Negro. Actiu com a fotògraf del 1942 al 1975, fou col·laborador a Magnum Photos des del 1958.

## Biografia
Miller nasqué a Chicago, Illinois; era fill d'un doctor i una infermera, que li donà una càmera com a regal de graduació de l'institut. Estudià banca a la Universitat d'Illinois a Urbana, mentre també treballava com a fotògraf. Del 1941 al 1942 va estudiar a l'Art Centre School de Los Angeles. Llavors va servir com a tinent a la Marina dels Estats Units on va ser assignat a la unitat fotogràfica d'Edward Steichen, de l'aviació naval de la Segona Guerra Mundial. Estigué entre els primers fotògrafs que van documentar la destrucció a Hiroshima.
Després de la guerra es traslladà a Chicago. Va guanyar dues beques Guggenheim consecutives (1946-1948), amb les quals va treballar en The Way of Life of the Northern Negro. Aquestes fotografies van ser publicades al seu llibre Chicago's South Side, 1946-1948. El projecte va documentar la migració cap al nord dels afroamericans durant la guerra, concretament observà la comunitat negra del sud de Chicago, cobrint totes les emocions de la vida diària. Les persones retratades són majoritàriament persones normals, però també hi apareixen algunes celebritats, com Lena Horne, Ella Fitzgerald, Duke Ellington i Paul Robeson.
Miller ensenyà a l'Institut de Disseny de Chicago, abans d'encarregar una casa d'estil modern per la seva creixent família a l'arquitecte Mario Corbett a Orinda, Califòrnia, el 1953. Feia de fotògraf freelance per la revista Life, i amb la seva muller Joan també treballà amb Edward Steichen com a comissari associat per l'exposició The Family of Man al Museum of Modern Art de Nova York i el llibre que acompanyà l'exposició. Steichen va seleccionar vuit de les seves fotografies per la mostra, que va viatjar pel món. Miller va proporcionar les fotografies per A Baby's First Year (1956) amb Benjamin Spock i John B. Reinhart. Emprenent un projecte de tres anys inspirat per The Family of Man, va fotografiar intensament la seva pròpia família. El llibre resultant, The World is Young, va ser publicat el 1958 i aparegué en forma d'assaig fotogràfic de 10 pàgines a Life (13 d'octubre de 1958).
Fou fotògraf freelance per la revista Life, i presidí Magnum Fotos del 1962 al 1966. Va ser membre veterà de l'American Society of Magazine Photographers i en va ser nomenat president el 1954. El 1970 va entrar a la Corporation for Public Broadcasting com a director executiu del Public Broadcasting Environmental Centre. Després de retirar-se de la fotografia el 1975, Miller fou cofundador de l'organització Forest Landowners of California i treballà per protegir els boscos de Califòrnia, en particular lluitant contra les lleis fiscals que encoratjaven la tala de sequoies.

## Premi
- 2000: Missouri Honor Medal for Distinguished Service in Journalism, Missouri School of Journalism, University of Missouri, Columbia, MO[7]

### Mort
Miller va morir el 22 de maig del 2013 a la seva casa d'Orinda, Califòrnia, a 94 anys, sobreviscut per la seva muller de 70 anys, Joan Baker (21 de gener del 1921 – 7 de març del 2014), i els fills Jeanette Miller, David Miller, Dana Blencowe, i Peter Miller. Al Center for Creative Photography de la Universitat d'Arizona hi ha el Wayne Miller Archive.